# Powercar Automobile Company
Powercar Automobile Company war ein US-amerikanischer Hersteller von Automobilen. Eine andere Quelle nennt Powercar Auto Company.

## Unternehmensgeschichte
Das Unternehmen wurde 1909 in Cincinnati in Ohio gegründet. A. H. Miller und Joseph Kroeger leiteten es. Im gleichen Jahr begann die Produktion von Automobilen. Der Markenname lautete Powercar. 1911 endete die Produktion.
Im Mai 1912 übernahm die Cincinnati Motors Manufacturing Company das Werk.

## Fahrzeuge
Alle Fahrzeuge hatten einen Vierzylindermotor. 101,6 mm Bohrung und 114,3 mm Hub ergaben 3707 cm³ Hubraum. Die Motorleistung von 30 PS wurde über ein Dreiganggetriebe und eine Kardanwelle an die Hinterachse übertragen.
1909 hatte das Fahrgestell 274 cm Radstand. Einziger Aufbau war ein offener Tourenwagen mit fünf Sitzen.
1910 kamen mit einem zweisitzigen Roadster und einem viersitzigen Tourabout sportlichere Aufbauten dazu.
1911 wurde der Radstand auf 292 cm verlängert. Neben dem fünfsitzigen Tourenwagen gab es nun einen zweisitzigen Torpedo-Roadster.

## Modellübersicht
| Jahr | Modell | Zylinder | Leistung (PS) | Radstand (cm) | Aufbau                                                      |
| ---- | ------ | -------- | ------------- | ------------- | ----------------------------------------------------------- |
| 1909 | Four   | 4        | 30            | 274           | Tourenwagen 5-sitzig                                        |
| 1910 | Four   | 4        | 30            | 274           | Tourenwagen 5-sitzig, Roadster 2-sitzig, Tourabout 4-sitzig |
| 1911 | Four   | 4        | 30            | 292           | Tourenwagen 5-sitzig, Torpedo-Roadster 2-sitzig             |